# 기무라 지로에몬
기무라 지로에몬(일본어: 木村次郎右衛門, 1897년 4월 19일 ~ 2013년 6월 12일)은 일본의 슈퍼센티네리언이자 남성 장수인이다.
116년 54일간 살았다. 종전 역대 남성 최장수 기록을 가지고 있던 크리스찬 모텐센 (en)의 115년 252일을 제치고 역대 최장수 남성이 되었으며, 현재까지 유일하게 만 116세에 도달한 남성이다.
또한 미국 노인학연구그룹(GRG)의 기록에 의하면 19세기에 태어난 남성 중 마지막까지 생존한 남성이다.

## 생애
1897년 4월 19일 일본 교토에서 5남 3녀 중 3남으로 태어났다. 1920년대 일제강점기 조선에서 잠깐 통역으로 일한 것을 제외하고는 1962년 정년 퇴직할 때까지 45년간 집배원으로 근무했다. 2013년 5월 폐렴으로 입원했다가 일단 회복했지만 6월 8일부터 저혈당 증세를 보인 끝에 사망했다.

## 같이 보기
- 수퍼센티네리언
- 장수인
- 잔 칼망
- 최장수인